# Rue Jacques-Offenbach (Toulouse)
Pour les articles homonymes, voir Rue Jacques-Offenbach.
La rue Jacques-Offenbach est une voie de Toulouse, chef-lieu de la région Occitanie, dans le Midi de la France.

## Situation et accès

### Description
La rue Jacques-Offenbach est une voie publique. Elle se trouve dans le quartier de la Juncasse-Argoulets, dans le secteur 4 - Est.
Elle naît perpendiculairement au chemin des Argoulets, presque dans le prolongement de la rue Arthur-Legoust. Elle est longue de 470 mètres et suit un tracé rectiligne, d'abord orienté principalement à l'est. Elle donne naissance, après 91 mètres, à la rue Treich, puis rencontre après 97 mètres la rue Dubézy. Elle se prolonge ensuite pour recevoir après 117 mètres la rue Sully. Elle oblique, 60 mètres plus loin, au sud, pour rejoindre le chemin Cassaing.
La chaussée compte une voie de circulation automobile à double-sens. Elle est définie comme une zone 30 et la vitesse y est limitée à 30 km/h. Il n'existe pas d'aménagement cyclable.

### Voies rencontrées
La rue Jacques-Offenbach rencontre les voies suivantes, dans l'ordre des numéros croissants (« g » indique que la rue se situe à gauche, « d » à droite) :
1. Chemin des Argoulets
2. Rue Treich (g)
3. Rue Dubézy
4. Rue Sully (g)
5. Chemin Cassaing

### Transports
La rue Jacques-Offenbach n'est pas directement parcourue par les transports en commun. Elle est cependant proche de la rue Louis-Plana, desservie par la ligne de bus 19. Plus loin, sur la place de la Roseraie, se trouvent la station de métro du même nom, sur la ligne de métro , et le terminus de la ligne de bus 36.
Les stations de vélos en libre-service VélôToulouse les plus proches sont les stations no 178 (100 avenue Yves-Brunaud) et no 179 (5 chemin Cassaing).

## Odonymie
La rue a été nommée en janvier 1937 en hommage au compositeur Jacques Offenbach (1819-1880). Elle avait porté, lors de son ouverture en 1932, le nom d'impasse des Hirondelles, comme la rue qu'elle prolongeait (actuelle rue Arthur-Legoust).

## Patrimoine et lieux d'intérêt

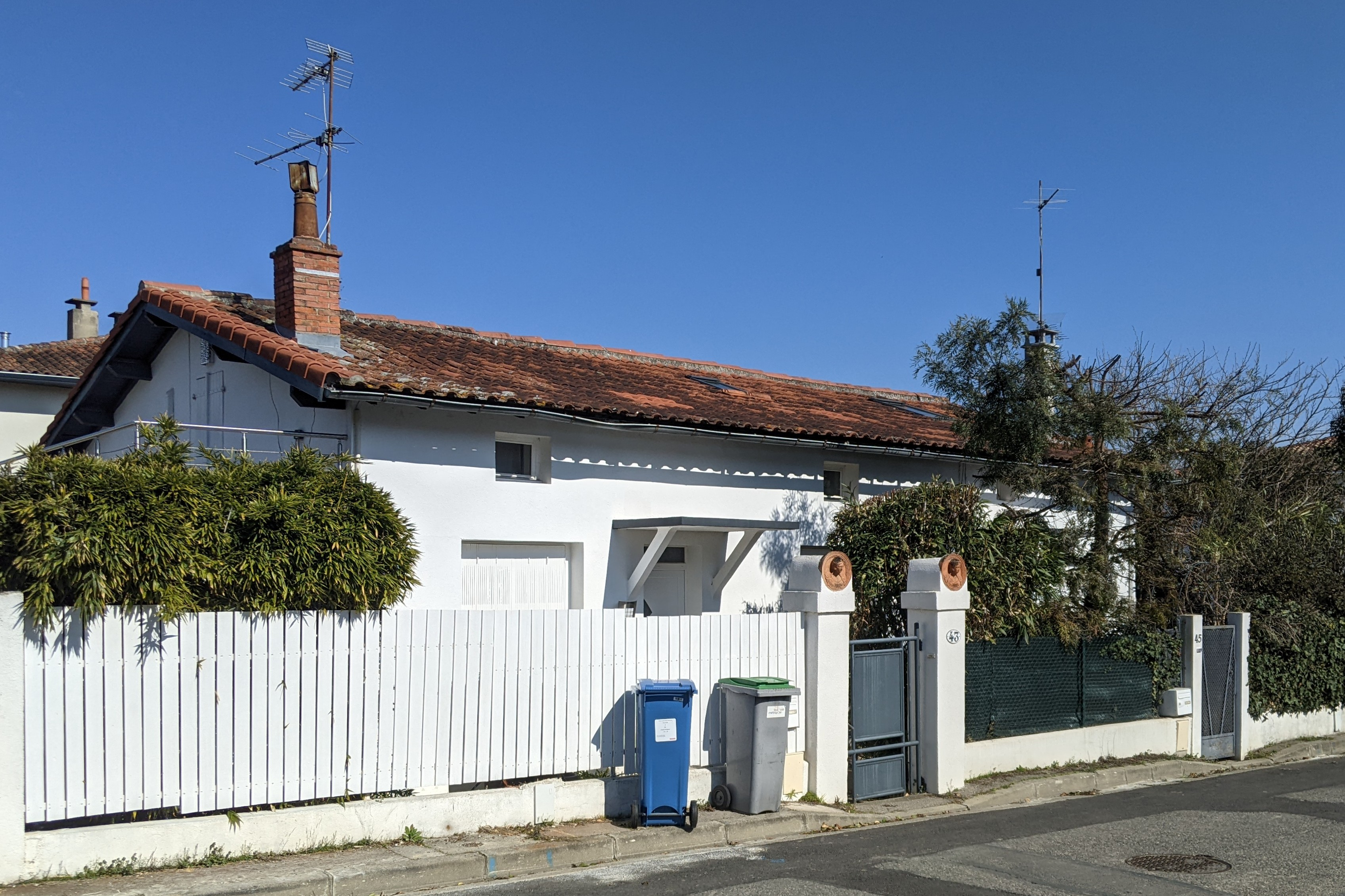
no 43-45 : maison toulousaine.

- no  43-45 : maison toulousaine.
 La maison toulousaine est construite dans le premier quart du XXe siècle. Elle est bâtie en retrait par rapport à la rue. Le portail est encadré par deux piliers ornés de mascarons en terre cuite. La façade a été profondément modifiée dans les années 1950 ou 1960 : au rez-de-chaussée, les fenêtres ont été élargies et la porte est protégée par un auvent en béton, tandis que le niveau de comble est éclairé par de petites fenêtres rectangulaires.